# Eric Cantor

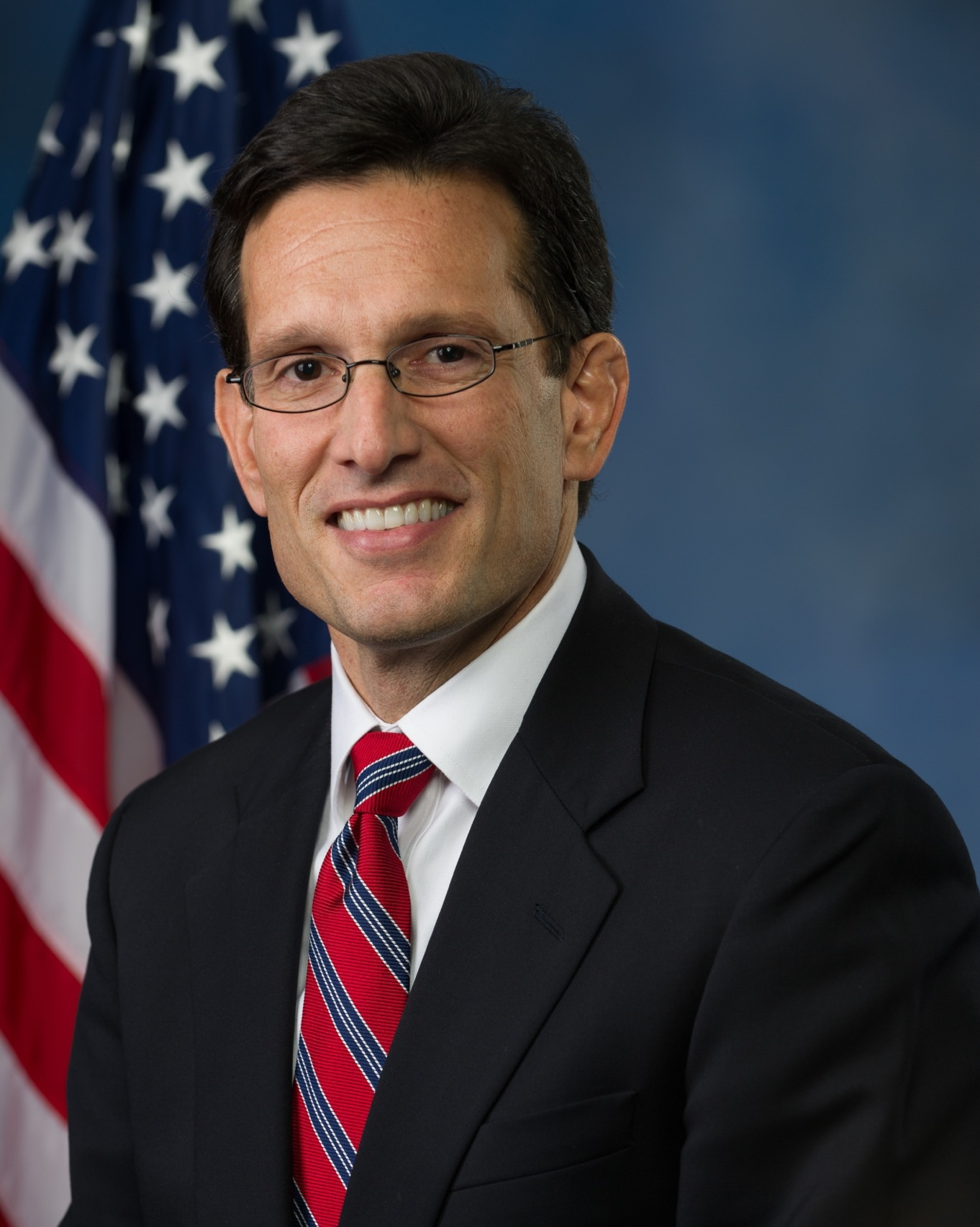
Eric Cantor

Eric Ivan Cantor [ˈkæntɚ], född 6 juni 1963 i Richmond, Virginia, är en amerikansk republikansk politiker. Han var ledamot av USA:s representanthus från Virginia från 2001 till 2014.
Han avlade grundexamen vid George Washington University och juristexamen vid College of William & Mary. Därefter avlade han 1989 en master-examen vid Columbia University. Han arbetade som advokat och var ledamot av Virginia House of Delegates, underhuset i delstatens lagstiftande församling, 1992-2001.
Cantor är en anhängare av Irakkriget och känd för sina pro-israeliska ståndpunkter. Han anser att palestinierna inte borde få mera pengar ifall de inte upphör med utgrävningar på Tempelberget. Cantor är jude.
Cantor var 2003–2009 biträdande whip (chief deputy whip) för republikanerna i representanthuset. I kongressvalet i USA 2006 blev han omvald till representanthuset med 64 procent av rösterna i Virginias sjunde valkrets. Han omvaldes 2008 med 63 procent av rösterna. Han efterträdde 2009 Roy Blunt som republikanernas whip och biträdande gruppledare (republican/minority whip). År 2010 omvaldes Cantor som representanthusledamot (59 procent av rösterna) och i januari 2011 när den nya kongressen inleddes efterträdde han Steny Hoyer som majoritetsledare (majority leader), som näst efter talmannen är den högsta positionen i gruppledningen för det parti som har majoriteten i representanthuset. 
I augusti 2014 efterträddes han som majoritetsledare av partikollegan Kevin McCarthy efter att Cantor misslyckats vinna republikanernas primärval och därmed kunna omväljas i det efterföljande kongressvalet. Cantor avgick som ledamot av representanthuset den 18 augusti 2014, några månader före mandatperiodens slut.